# HNK Vinkovci
Hrvatski nogometni klub Vinkovci hrvatski je nogometni klub iz Vinkovaca.
Trenutačno se natječe u 3. ŽNL Vukovarsko-srijemskoj Nogometnog središta Vinkovci.

## Povijest
Klub je osnovan 1918. godine pod imenom Željezničar. To ime nosio je do 1920. godine, kada se spaja s Cibalijom, te tako djeluje do 1926. godine, kada se taj neprirodni spoj raspada te klub nastavlja djelovati kao Željezničarski amaterski klub ili skraćeno ŽAK. Tijekom Drugoga svjetskog rata klub prestaje s djelovanjem. Dana 25. rujna 1948. godine osnovan je nogometni klub Lokomotiva, kao nasljednik Željezničara. Jedno vrijeme klub je uz svoje ime nosio i ime sponzora (NK Lokomotiva Cestorad Vinkovci). Godine 2008. klub mijenja ime u HNK Vinkovci.

## Povijesne utakmice
Jedan od najvećih uspjeha kluba nastup je u šesnaestini završnice Kupa maršala Tita u sezoni 1983./84. protiv NK Osijeka, kada su nakon neriješenog rezultata na kraju utakmice (1:1) ispali iz daljnjeg natjecanja nakon izvođenja jedanaesteraca (6:7).
Također, jedna od važnijih i većih utakmica koju je momčad HNK Vinkovaca odigrala (tada zvana NK Lokomotiva Cestorad) bila je utakmica šesnaestine završnice Hrvatskoga nogometnoga kupa 2000./01., protiv splitskoga Hajduka (6. rujna 2000. godine) kada su pred 1.000 navijača izgubili 8:1 pod vodstvom trenera Ačkara.

## Derbi
Mlađi uzrasti HNK Vinkovaca svoj gradski derbi igraju sa susjednim NK Dilj Vinkovci dok seniori svoje derbije igraju s NK Nosteria Nuštar i NK Mladost Cerić

## Igralište
Igralište Lenije nalazi se u istoimenom parku pokraj stadiona Cibalije. Igralište je imalo tribinu koja je mogla primiti do 200-tinjak gledatelja sve do jeseni 2009. godine, nakon što ju je progutala vatra zajedno s klupskim prostorijama. Teren je trenutačno ograđen samo ogradom te malim dijelom koji je betoniran gdje gledatelji mogu stajati tijekom utakmice.

## Požar
Požar koji se dogodio na tribinama HNK Vinkovaca izbio je oko 1 sat ujutro, pri čemu su izgorjele tribine i klupske prostorije, kao i drvena konstrukcija s krovištem.
Policija je isključila mogućnost da je uzrok požara tehničke prirode, te da je vjerojatno riječ o ljudskom faktoru iz razloga što su se preko noći na tribinama znali okupljati mlađi uzrasti i konzumirati alkohol. Je li riječ o slučajnom događaju ili je netko namjerno podmetnuo požar ni dan danas se ne zna.

## Navijači
Unatoč tome što HNK Vinkovci nisu jedan od uspješnijih klubova, nije zaustavilo pojedince oko pokušaja stvaranja navijačke skupine. Ubrzo se pojavljuje Facebook stranica Lokomotiva Vinkovci Fan Club koja djeluje nešto manje od godinu i pol dana nakon čega prestaje s objavama. Uglavnom se sastojala od mlađih i starijih pionira, te par kadeta i juniora.

## Grb
|  |  |

## Statistika u hrvatskim prvenstvima od sezone 2000./01.
| Sezona    | Liga               | Pozicija | Utakmice | Pobjede | Neodlučeno | Porazi | Gol-razlika | Bodovi |
| --------- | ------------------ | -------- | -------- | ------- | ---------- | ------ | ----------- | ------ |
| 2000./01. | 3. HNL – Istok     | 18.      | 34       | 5       | 5          | 24     | 36:70       | 20     |
| 2001./02. | 3. HNL – Istok     | 16.      | 30       | 3       | 8          | 19     | 27:78       | 17     |
| 2002./03. | 1. ŽNL VS          | 16.      | 30       | 3       | 0          | 27     | 32:123      | 9      |
| 2003./04. | 2. ŽNL VS Grupa B  | –        | –        | –       | –          | –      | –           | –      |
| 2004./05. | 2. ŽNL VS Grupa B  | 3.       | 30       | 16      | 7          | 7      | 64:48       | 55     |
| 2005./06. | –                  | –        | –        | –       | –          | –      | –           | –      |
| 2006./07. | 2. ŽNL NS Vinkovci | 3.       | 22       | 12      | 5          | 5      | 50:37       | 41     |
| 2007./08. | 2. ŽNL NS Vinkovci | 5.       | 22       | 12      | 3          | 7      | 66:36       | 34     |
| 2008./09. | 2. ŽNL NS Vinkovci | 6.       | 22       | 10      | 1          | 11     | 47:51       | 31     |
| 2009./10. | 2. ŽNL NS Vinkovci | 8.       | 22       | 8       | 4          | 10     | 30:33       | 28     |
| 2010./11. | 2. ŽNL NS Vinkovci | 4.       | 20       | 10      | 3          | 7      | 39:32       | 33     |
| 2011./12. | 2. ŽNL NS Vinkovci | 9.       | 22       | 7       | 4          | 11     | 34:42       | 25     |
| 2012./13. | 2. ŽNL NS Vinkovci | 3.       | 21       | 11      | 5          | 5      | 38:20       | 38     |
| 2013./14. | 2. ŽNL NS Vinkovci | 3.       | 22       | 14      | 2          | 6      | 45:25       | 44     |
| 2014./15. | 2. ŽNL NS Vinkovci | 5.       | 22       | 10      | 3          | 9      | 40:34       | 33     |
| 2015./16. | 2. ŽNL NS Vinkovci | 5.       | 26       | 14      | 2          | 10     | 59:48       | 44     |
| 2016./17. | 2. ŽNL NS Vinkovci | 6.       | 26       | 13      | 5          | 8      | 53:36       | 38     |
| 2017./18. | 2. ŽNL NS Vinkovci | 8.       | 26       | 12      | 1          | 13     | 57:63       | 37     |
| 2018./19. | 2. ŽNL NS Vinkovci | 10.      | 26       | 8       | 3          | 15     | 26:52       | 27     |
| 2019./20. | 2. ŽNL NS Vinkovci | 12.      | 14       | 4       | 1          | 9      | 18:40       | 13     |
| 2020./21. | 2. ŽNL NS Vinkovci | 12.      | 22       | 5       | 4          | 14     | 25:55       | 18     |
| 2021./22. | 3. ŽNL NS Vinkovci | 2.       | 23       | 18      | 3          | 2      | 69:13       | 57     |
| 2022./23. | 3. ŽNL NS Vinkovci | 7.       | 21       | 6       | 4          | 11     | 29:35       | 22     |
| 2023./24. | 3. ŽNL NS Vinkovci | 4.       | 18       | 10      | 2          | 6      | 28:22       | 32     |

## Vanjske poveznice
- Profil, HNS Semafor